# Грязнова, Алёна Сергеевна
Алёна Сергеевна Грязнова (в девичестве Беляева; род. 13 февраля 1992, Пушкино) — российская футболистка, вратарь клуба ЦСКА. Выступала за сборную России.

## Биография
Родилась 13 февраля 1992 года в Пушкино Саратовской области.

## Карьера
В футбол играла с мальчишками во дворе. В 16 лет брат позвал с ним пойти в секцию по футболу, и пошла. С тех самых пор и собралась команда девочек. Окончив школу, уехала в город учиться. Там занималась мини-футболом (зимой) и футболом (летом). В Саратове тренировалась в команде мальчиков «Сокол-Саратов», позднее — в женской команде «Виват-Волжанка».
Во взрослом футболе начала выступать в клубе «Мордовочка», где провела четыре сезона в высшей лиге, сыграв 43 матча. С 2015 года играет за «Чертаново». Финалистка Кубка России 2017 года, серебряный призёр чемпионата 2018 года.
Перед началом сезона 2020 года стала игроком новосозданного санкт-петербургского «Зенита», в первом сезоне сыграла 6 матчей, в следующем — ни одного. Сезон 2022 провела в казахстанском «БИИК-Шымкенте», сезоны 2023-2024 — в белорусском «Минске».
В феврале 2025 года перешла в московский ЦСКА.
Дебютировала в сборной России 5 апреля 2015 года в товарищеском матче против Кореи (0:1), сыграла полный матч. В декабре 2016 приняла участие в Международном турнире в Бразилии, сыграв в 3 туре против Коста-Рики (3:1) и в матче за 3-е место против Коста-Рики (1:0). Участница финального турнира чемпионата Европы 2017 года, где во всех матчах оставалась в запасе. Последние на данный момент (январь 2020) матчи за сборную сыграла в 2017 году, хотя вызывалась в состав команды и позднее. Всего провела 9 матчей за национальную команду.

## Достижения
- Бронзовый призёр Международного турнира в Бразилии: 2016